# Kazinsky
Kazinsky (Kaz) è una serie televisiva statunitense prodotta dalla CBS dal 1978 al 1979 e ideata, sceneggiata e interpretata da Ron Leibman.
Nonostante Leibman avesse ricevuto un Emmy Award come miglior attore protagonista in questa serie drammatica, elogiata oltretutto dalla critica, Kazinsky fu cancellata dopo soli 22 episodi a causa dei bassi ascolti.

## Trama
Martin "Kaz" Kazinsky  è un criminale che, durante una pena detentiva a seguito di una condanna per furto d'auto, consegue la laurea in giurisprudenza per corrispondenza; una volta scarcerato, supererà l'esame di abilitazione per la professione di avvocato.

Accolto nello studio legale di Samuel Bennett, un famoso avvocato penalista di Los Angeles, diventerà uno dei suoi più fidati e stimati collaboratori, adoperandosi anche nel gratuito patrocinio per rappresentare persone prive di mezzi.

## Episodi
| Stagione       | Episodi | Prima TV USA | Prima TV Italia |
| -------------- | ------- | ------------ | --------------- |
| Stagione unica | 23      | 1978-1979    | 1982            |

## Diffusione italiana
La serie è andata in onda a partire dal giugno 1982 su Rete 4.